# Curtis (Nebraska)
Curtis é uma cidade localizada no estado americano de Nebraska, no Condado de Frontier.

## Demografia
Segundo o censo americano de 2000, a sua população era de 832 habitantes.
Em 2006, foi estimada uma população de 720, um decréscimo de 112 (-13.5%).

## Geografia
De acordo com o United States Census Bureau, a localidade tem uma área de 3,1 km², sem área coberta por água. Curtis localiza-se a aproximadamente 817 m acima do nível do mar.

## Localidades na vizinhança
O diagrama seguinte representa as localidades num raio de 28 km ao redor de Curtis.